# NGC 7410
NGC 7410 is een balkspiraalstelsel in het sterrenbeeld Kraanvogel. Het ligt 78 miljoen lichtjaar van de Aarde verwijderd en werd op 14 juli 1826 ontdekt door de Schotse astronoom James Dunlop.

## Synoniemen
- ESO 346-12
- MCG -7-47-2
- IRAS 22522-3955
- PGC 69994